# Commission judiciaire du Sénat des États-Unis

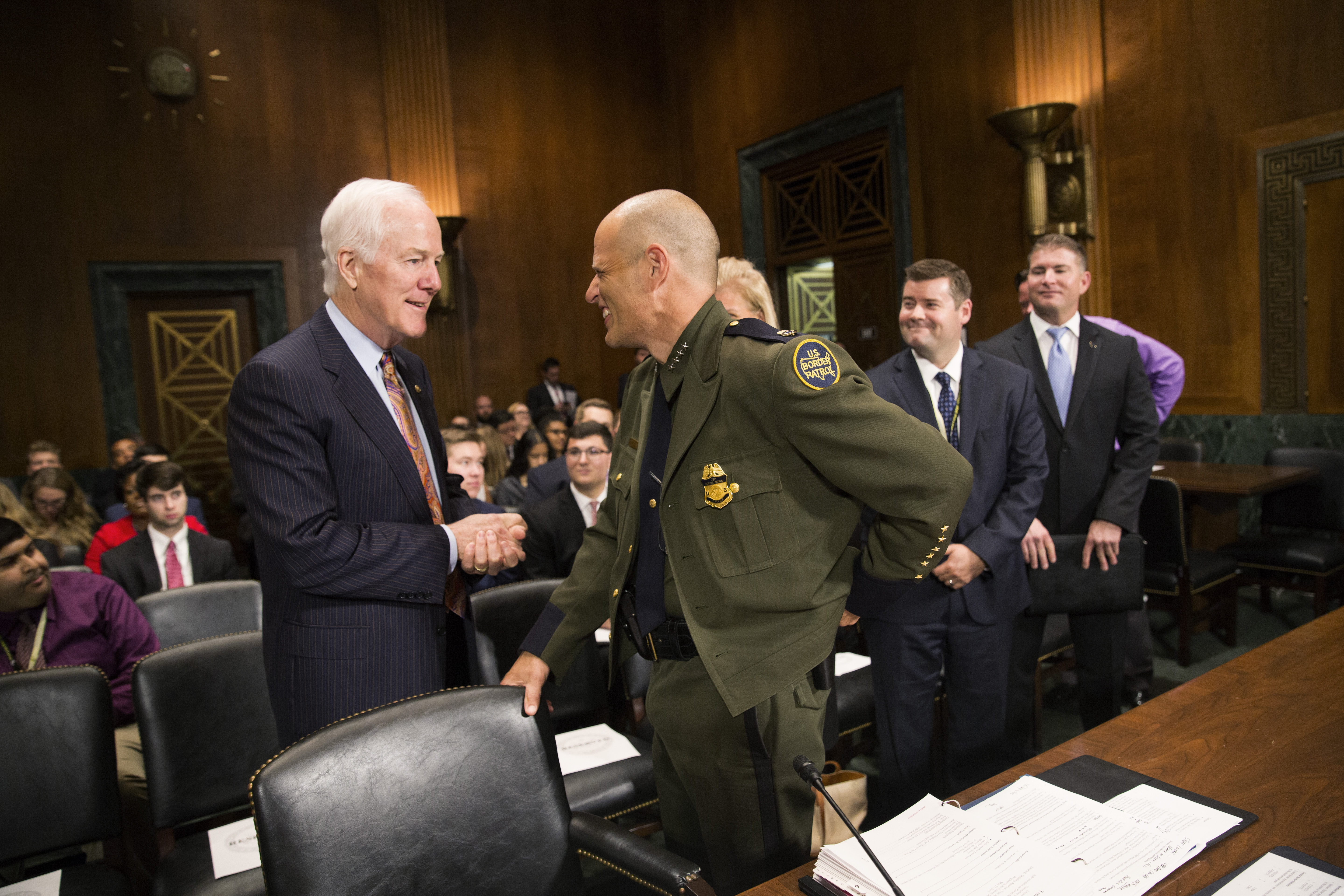
Préparation d'audition au Comité judiciaire du Sénat, en 2017.

La Commission judiciaire du Sénat des États-Unis (en anglais : United States Senate Committee on the Judiciary) est une commission permanente (standing committee) de la chambre haute du Congrès des États-Unis, créé en 1816 et chargé en particulier d'effectuer les auditions préalables des candidats à des postes de juges fédéraux (y compris les magistrats de la Cour suprême) nommés par le président. Une fois auditionnés par la Commission, les magistrats candidats sont soumis à un vote du Sénat.
Par ailleurs, tout amendement à la Constitution est examiné par la commission, qui est aussi responsable de la codification du titre 18 du Code des États-Unis, qui régit le droit applicable aux crimes fédéraux.

## Membres pour chaque législature

### Membres durant le119econgrès(depuis 2025)
La Commission judiciaire est dirigé par le républicaine Chuck Grassley (Iowa), avec le titre de Chairman. Le représentant de la minorité démocrate est Dick Durbin (Illinois), avec le titre de Ranking Member. 
| Majorité | Minorité |
| --- | --- |
| - Chuck Grassley, Iowa, président - Lindsey Graham, Caroline du Sud - John Cornyn, Texas - Mike Lee, Utah - Ted Cruz, Texas - Josh Hawley, Missouri - Thom Tillis, Caroline du Nord - John Neely Kennedy, Louisiane - Marsha Blackburn, Tennessee - Eric Schmitt, Missouri - Katie Britt, Alabama - Ashley Moody, Floride | - Dick Durbin, Illinois, ranking member - Sheldon Whitehouse, Rhode Island - Amy Klobuchar, Minnesota - Chris Coons, Delaware - Richard Blumenthal, Connecticut - Mazie Hirono, Hawaii - Cory Booker, New Jersey - Alex Padilla, Californie - Peter Welch, Vermont - Adam Schiff, Californie |

### Membres durant le118econgrès(2023-2025)
La Commission judiciaire est dirigé par le démocrate Dick Durbin (Illinois), avec le titre de Chairman. Le représentant de la minorité républicaine est Lindsey Graham (Iowa), avec le titre de Ranking Member. 
| Majorité | Minorité |
| --- | --- |
| - Dick Durbin, Illinois, président - Dianne Feinstein, Californie (jusqu'au 29 septembre 2023) - Sheldon Whitehouse, Rhode Island - Amy Klobuchar, Minnesota - Christopher Coons, Delaware - Richard Blumenthal, Connecticut - Mazie Hirono, Hawaï - Cory Booker, New Jersey - Alex Padilla, Californie - Jon Ossoff, Géorgie - Peter Welch, Vermont - Laphonza Butler, Californie (à partir du 17 octobre 2023) | - Lindsey Graham, Caroline du Sud, ranking member - Chuck Grassley, Iowa - John Cornyn, Texas - Mike Lee, Utah - Ted Cruz, Texas - Josh Hawley, Missouri - Tom Cotton, Arkansas - John Neely Kennedy, Louisiane - Thom Tillis, Caroline du Nord - Marsha Blackburn, Tennessee |

### Membres durant le117econgrès(2021-2023)
La Commission judiciaire est dirigé par le démocrate Dick Durbin (Illinois), avec le titre de Chairman. Le représentant de la minorité républicaine est Chuck Grassley (Iowa), avec le titre de Ranking Member. 
| Majorité | Minorité |
| --- | --- |
| - Dick Durbin, Illinois, président - Patrick Leahy, Vermont - Dianne Feinstein, Californie - Sheldon Whitehouse, Rhode Island - Amy Klobuchar, Minnesota - Christopher Coons, Delaware - Richard Blumenthal, Connecticut - Mazie Hirono, Hawaï - Cory Booker, New Jersey - Alex Padilla, Californie - Jon Ossoff, Géorgie | - Chuck Grassley, Iowa, représentant de l'opposition - Lindsey Graham, Caroline du Sud - John Cornyn, Texas - Mike Lee, Utah - Ted Cruz, Texas - Ben Sasse, Nebraska - Josh Hawley, Missouri - Tom Cotton, Arkansas - John Neely Kennedy, Louisiane - Thom Tillis, Caroline du Nord - Marsha Blackburn, Tennessee |

### Membres durant le116econgrès(2019-2021)
| Majorité | Minorité |
| --- | --- |
| - Lindsey Graham, Caroline du Sud, président - John Cornyn, Texas - Mike Lee, Utah - Ted Cruz, Texas - Ben Sasse, Nebraska - Josh Hawley, Missouri - Thom Tillis, Caroline du Nord - Joni Ernst, Iowa - Mike Crapo, Idaho - John Neely Kennedy, Louisiane - Marsha Blackburn, Tennessee | - Dianne Feinstein, Californie, représentant de l'opposition - Patrick Leahy, Vermont - Dick Durbin, Illinois - Sheldon Whitehouse, Rhode Island - Amy Klobuchar, Minnesota - Christopher Coons, Delaware - Richard Blumenthal, Connecticut - Mazie Hirono, Hawaï - Cory Booker, New Jersey - Kamala Harris, Californie |

### Membres durant le115econgrès(2017-2019)
| Majorité | Minorité |
| --- | --- |
| - Chuck Grassley, Iowa, président - Orrin Hatch, Utah - Lindsey Graham, Caroline du Sud - John Cornyn, Texas - Mike Lee, Utah - Ted Cruz, Texas - Ben Sasse, Nebraska - Jeff Flake, Arizona - Mike Crapo, Idaho - Thom Tillis, Caroline du Nord - John Kennedy, Louisiane | - Dianne Feinstein, Californie, représentant de l'opposition - Patrick Leahy, Vermont - Dick Durbin, Illinois - Sheldon Whitehouse, Rhode Island - Amy Klobuchar, Minnesota - Al Franken, Minnesota - Christopher Coons, Delaware - Richard Blumenthal, Connecticut - Mazie Hirono, Hawaï |

## Sous-comités
| Sous-comité                                                          | Président                 | Représentant de l'opposition |
| -------------------------------------------------------------------- | ------------------------- | ---------------------------- |
| Antitrust, politique de concurrence et droits des consommateurs      | Amy Klobuchar (D-MN)      | Mike Lee (R-UT)              |
| Sécurité frontalière et Immigration                                  | Dick Durbin (D-IL)        | John Cornyn (R-TX)           |
| The Constitution                                                     | Mazie Hirono (D-HI)       | Ted Cruz (R-TX)              |
| Crime et Terrorisme                                                  | Sheldon Whitehouse (D-RI) | Josh Hawley (R-MO)           |
| Propriété intellectuelle                                             | Christopher Coons (D-DE)  | Thom Tillis (R-NC)           |
| Surveillance, action des agences, droits fédéraux et cours fédérales | Richard Blumenthal (D-CT) | Ben Sasse (R-NE)             |

## Sous-commissions dissoutes
- Overman Committee

## Présidents depuis 1816
| Président               | Parti                 | États                | Années      |
| ----------------------- | --------------------- | -------------------- | ----------- |
| Dudley Chase            | Républicain-démocrate | Vermont              | 1816–1817   |
| John J. Crittenden      | Républicain-démocrate | Kentucky             | 1817–1818   |
| James Burrill, Jr.      | Fédéraliste           | Rhode Island         | 1818–1819   |
| William Smith           | Républicain-démocrate | Caroline du Sud      | 1819–1823   |
| Martin Van Buren        | Républicain-démocrate | New York             | 1823–1828   |
| John M. Berrien         | Jacksonien            | Géorgie              | 1828–1829   |
| John Rowan              | Républicain-démocrate | Kentucky             | 1829–1831   |
| William L. Marcy        | Jacksonien            | New York             | 1831–1832   |
| William Wilkins         | Jacksonien            | Pennsylvanie         | 1832-1833   |
| John Middleton Clayton  | Anti-jacksonien       | Delaware             | 1833–1836   |
| Felix Grundy            | Jacksonien            | Tennessee            | 1836-1838   |
| Garret D. Wall          | Démocrate             | New Jersey           | 1838–1841   |
| John M. Berrien         | Whig                  | Géorgie              | 1841–1845   |
| Chester Ashley          | Démocrate             | Arkansas             | 1845–1847   |
| Andrew P. Butler        | Démocrate             | Caroline du Sud      | 1847–1857   |
| James A. Bayard, Jr.    | Démocrate             | Delaware             | 1857–1861   |
| Lyman Trumbull          | Républicain           | Illinois             | 1861-1872   |
| George F. Edmunds       | Républicain           | Vermont              | 1872–1879   |
| Allen Granberry Thurman | Démocrate             | Ohio                 | 1879–1881   |
| George F. Edmunds       | Républicain           | Vermont              | 1881–1891   |
| George Frisbie Hoar     | Républicain           | Massachusetts        | 1891–1893   |
| James L. Pugh           | Démocrate             | Alabama              | 1893–1895   |
| George Frisbie Hoar     | Républicain           | Massachusetts        | 1895–1904   |
| Orville H. Platt        | Républicain           | Connecticut          | 1904-1905   |
| Clarence D. Clark       | Républicain           | Wyoming              | 1905-1912   |
| Charles Allen Culberson | Démocrate             | Texas                | 1912-1919   |
| Knute Nelson            | Républicain           | Minnesota            | 1919–1923   |
| Frank B. Brandegee      | Républicain           | Connecticut          | 1923–1924   |
| Albert B. Cummins       | Républicain           | Iowa                 | 1924–1926   |
| George William Norris   | Républicain           | Nebraska             | 1926–1933   |
| Henry F. Ashurst        | Démocrate             | Arizona              | 1933–1941   |
| Frederick Van Nuys      | Démocrate             | Indiana              | 1941–1945   |
| Pat McCarran            | Démocrate             | Nevada               | 1945–1947   |
| Alexander Wiley         | Républicain           | Wisconsin            | 1947–1949   |
| Pat McCarran            | Démocrate             | Nevada               | 1949–1953   |
| William Langer          | Républicain           | Dakota du Nord       | 1953–1955   |
| Harley M. Kilgore       | Démocrate             | Virginie-Occidentale | 1955–1956   |
| James Eastland          | Démocrate             | Mississippi          | 1956–1978   |
| Edward M. Kennedy       | Démocrate             | Massachusetts        | 1978–1981   |
| Strom Thurmond          | Républicain           | Caroline du Sud      | 1981–1987   |
| Joe Biden               | Démocrate             | Delaware             | 1987–1995   |
| Orrin Hatch             | Républicain           | Utah                 | 1995–2001   |
| Patrick Leahy           | Démocrate             | Vermont              | 2001        |
| Orrin Hatch             | Républicain           | Utah                 | 2001        |
| Patrick Leahy           | Démocrate             | Vermont              | 2001–2003   |
| Orrin Hatch             | Républicain           | Utah                 | 2003–2005   |
| Arlen Specter           | Républicain           | Pennsylvanie         | 2005–2007   |
| Patrick Leahy           | Démocrate             | Vermont              | 2007–2015   |
| Chuck Grassley          | Républicain           | Iowa                 | 2015–2019   |
| Lindsey Graham          | Républicain           | Caroline du Sud      | 2019–2021   |
| Dick Durbin             | Démocrate             | Illinois             | 2021-2025   |
| Chuck Grassley          | Républicain           | Iowa                 | Depuis 2025 |